# 223 Dywizja Strzelecka (ZSRR)
223 Dywizja Strzelecka (ros. 223-я стрелковая дивизия) – związek taktyczny (dywizja) Armii Czerwonej.

## II wojna światowa
Sformowana wobec faszystowskiej napaści na ZSRR w Azerbejdżanie. Broniła dostępu do Kaukazu, następnie przerzucona w kierunku ukraińskim. Forsowała Ingulec, brała udział w walkach na odcinku dniepropietrowskim. Po odparciu niemieckich przeciwuderzeń 233 DS przeszła przez Rumunię do Jugosławii, wspierając tamtejszych partyzantów w wyzwoleniu Belgradu (20 października 1944). W ostatniej fazie wojny skierowana pod Wiedeń, wojnę zakończyła w Czechach.